# Deseret News
Le Deseret News, appelé Deseret Morning News de 2003 à 2008, est un journal de Salt Lake City, dans l'Utah aux États-Unis.
La première édition, un journal de 8 pages, est publiée le 15 juin 1850. Premier service nouvelles fondé en Utah, le Deseret News est la plus ancienne entreprise de l'État à opérer sans interruption.
Fondé par, et toujours (en 2015) une propriété de l'Église de Jésus-Christ des saints des derniers jours, le Deseret News n'est pas une publication officielle de l'Église mormone. Le compétiteur du Deseret News est The Salt Lake Tribune, quotidien le plus lu et le plus distribué en Utah. Si le Deseret News a longtemps pu survivre grâce à l'implication financière de l'Église mormone, elle augmente son lectorat en rejoignant les Mormons hors-Utah, alors que le Salt Lake Tribune, séculaire, ne cible que le public de l'État. Le nom du quotidien, « Deseret » (« abeille à miel » dans le Livre de Mormon), dérive de l'État du Deseret, un État provisoire proposé au XIXe siècle par les pionniers mormons.
La ligne éditoriale du Deseret News est décrite comme conservatrice modérée, logiquement alignée sur les positions l'Église mormone. Le quotidien a comme politique de ne jamais endosser officiellement de candidat à la présidence des États-Unis, ce qui fut respecté même à l'élection présidentielle de 2012 où le candidat du Parti républicain, Mitt Romney, était membre de l'Église de Jésus-Christ des saints des derniers jours. Cependant, en octobre 2016, la rédaction rompt avec une tradition de quatre-vingts ans de neutralité dans l'élection présidentielle et appelle ses lecteurs à ne pas voter pour Donald Trump.
Le Deseret News devient officiellement Deseret Morning News le 31 mars 2003, et le changement s'effectue à la une du quotidien le 9 juin 2003. Le journal revient à son ancienne appellation, Deseret News, en avril 2008.
Le premier site Internet du journal, alors au nom de domaine DesNews.com, apparaît en ligne le 27 septembre 1995.